# Ancient Domains of Mystery
Ancient Domains of Mystery, o también conocido como ADOM, es un videojuego del género roguelike diseñado y desarrollado por Thomas Biskup lanzado en 1994. El objetivo del jugador es detener las fuerzas de Caos que invaden el mundo de Ancardia. Para John Harris, creador de importantes juegos de Atari en los años 80, el juego lo califica como uno de los "más importantes roguelikes".
Tal como los roguelikes originales, Ancient Domains of Mystery utiliza gráficos ASCII para representar el mundo. Una versión posterior añadió la opción para jugar con sonido, gráficos basados en tiles, y un mapa general. La mayoría de mazmorras son generadas proceduralmente, pero una vez que se genera una mazmorra, no cambia incluso si el jugador sale y vuelve a entrar.
Biskup paró el desarrollo del juego por nueve años y lo retomó en el año 2012 cuando empezó a rabajar en una secuela, Ultimate ADOM, un motor para futuros juegos roguelikes. Biskup primero actualizó Ancient Domains of Mystery disponible para los patrocinadores de su campaña de micromecenazgo. Versiones posteriores, que comenzaban con v1.15.2.r60, se liberaron por internet y a través de servicios de distribución digital.

## Historia

Muestra de un típico videojuego tipo roguelike en modo ASCII como ADOM en sus inicios

Ancient Domains of Mystery tiene lugar en el mundo ficticio de Ancardia, en las montañas de Drakalor Chain. Por 6,000 años, el mundo ha tenido una paz relativa, pero recientemente se han reportado que hay un aumento de peligrosas mazmorras y monstruos que espantan a las personas. Khelavaster, un sabio, descubre una profecía antigua con respecto a la Llegada del Caos y lo propaga a los pueblos del mundo. Habla que llegará un campeón que defenderá al mundo de las fuerzas de Caos en Drakalor Chain.
Habiendo oído esta profecía, muchos se sintieron a ser ese héroe y salieron al mundo a acabar con el Caos. El jugador toma el papel de uno de estos aventureros. Ancient Domains of Mystery tiene múltiples finales qué constan de cerrar la puerta de Caos, convertirse en un semidiós o realizando un heroico sacrificio para detener la invasión del Caos.

## Gameplay
Al iniciar Ancient Domains of Mystery permite la selección de diversas características del personaje como es el sexo (hombre o mujer), alguna de las doce razas y veintidós clases. La combinación de estas afecta fuertemente el gameplay tanto en formas sutiles como otras más drásticas. Entre otros aspectos, el desarrollo del personaje incluye niveles de experiencia, estadísticas y habilidades. La versión 1.1.0 introdujo un sistema de talentos, basados en un sistema jerárquico de prerrequisitos.
Durante la aventura, el jugador puede explorar muchas áreas y completar misiones o "quest". Algunas de estas misiones solo estarán disponibles según el nivel de experiencia del personaje o de su alineación (legal, neutral o caótico). La alineación también afecta los NPC y con la interacción con la deidad asociada al personaje. El cómo el personaje resolvió una quest también puede afectar a esta alineación, tal que un personaje caótico que busca la redención finalmente puede convertirse en leal de acuerdo a sus acciones (o viceversa).
ADOM ofrece diferentes formas de terminarlo, los cuales varían en dificultad. Terminar el juego de forma normal consta de localizar y cerrar la Puerta del Caos. El jugador también tiene la opción de entrar por la puerta, proporcionando acceso a finales especiales, los cuales son generalmente considerados más difíciles de cumplir. ADOM es un juego basado en misiones, con una estructura muy parecida juegos de aventura como Zork, con aspectos de hack and slash y con muchas semejanzas de su juego hermano Angband.

### Corrupción
Las fuerzas del Caos que se han infiltrado en Ancardia han corrompido tanto el paisaje circundante y ocasionalmente al personaje del jugador, causando mutaciones, como crecimiento de antenas o de una cola, alteración en características de cuerpo u obteniendo (a menudo involuntarios) capacidades mágicas. Algunas mutaciones son útiles, mientras que otras hacen el juego mucho más duro; muchos tienen elementos de ambos. Los jugadores deben adaptarse debido a la aleatoriedad de las mutaciones. Aunque hay un límite de oportunidades en el juego para mitigar o quitar los efectos de la corrupción, puede tomar demasiado tiempo antes de cerrar la puerta de Caos. Después de estar completamente corrupto, el juego se acaba, indicando con un mensaje en pantalla "el juegos se retuerce en una masa de caos primitivo". El final caótico requiere el carácter esté completamente corrompido.
Además de la corrupción del mundo, algunos poderosos artefactos caóticos potentes pueden causar que el personaje se corrompa por el mero hecho de llevarlos. Hay otros objetos menos caóticos que solo corrompen cuándo se les invoca o usa. Generalmente, los artefactos y los elementos mágicos son seguros de llevar y usar, y solo los ítems más potentes afectan índices de corrupción.

### Hierbas
Las hierbas que crecen en ciertos lugares suelen proporcionar grandes beneficios al jugador. El crecimiento de las hierbas se basa en una pequeña modificación del Juego de la Vida de Jhon Horton Conway. Mientras cualquier personaje puede cosechar estas hierbas logrando un efecto limitado, algunos personajes de cierta clase y habilidades, tienen bonificaciones más altas, incluso pudiendo plantar sus propias semillas. Además de las hierbas, los personajes también pueden recoger semillas, incluso se le pueden dar a los granjeros (para un cambio de alineación a legal) o plantar en mazmorras para hacer crecer árboles (útiles para hacer puentes o fabricar flechas).

### Herrería
Los jugadores pueden mejorar sus ítems a través de varios métodos, como herrería o encantamiento mágico. Similarmente, muchos ítems pueden sufrir daños o incluso ser destruidos a raíz de un combate u otros eventos. Mientras los artefactos especiales no pueden sufrir daño o ser destruidos, son también inmunes a cualquier forma de mejora. Esto presenta un dilema a personajes quiénes especializan en herrería: ¿es mejor utilizar artefactos potentes o fabricar elementos de su propio diseño? Es posible que un jugador con paciencia, con buenos niveles de herrería pueda realizar armas y armaduras con niveles más altos que la mayoría de los artefactos comunes, pero el tiempo que se requiere puede arriesgarse a ganar mucha corrupción.

### Memoria del monstruo
En el juego le llaman "Monster Memory", es una "Memoria de Monstruos" registra los conocimientos del personaje (no del jugador) sobre las criaturas del juego, que se vuelven cada vez más detallados a medida que el jugador derrota a más monstruos. Se revelan estadísticas como los puntos de vida, el valor de la experiencia y la velocidad, con los correspondientes máximos, mínimos y promedios observados. Además de las estadísticas del juego, se presentan descripciones enviadas por los fanes de cada monstruo del juego, a veces con pistas sobre sus puntos fuertes y débiles.

### Dificultad
No importa lo poderosos que sean los jugadores, siempre hay una forma de morir si se descuidan. En raras ocasiones, es posible que se produzcan muertes instantáneas si se llevan equipados ítems malditos o que estén tabulados como "doomed" (condenados). Algunos monstruos tienen poderosas habilidades que necesitan contadores específicos, lo que requiere un cambio de estrategia respecto a los juegos roguelike tradicionales. Algunos objetos tienen poderosos efectos sobre los monstruos. Las criaturas no muertas son reducidos a cenizas por los símbolos sagrados, y los seres del caos son gravemente dañados cuando se le lanzan pociones para curar la corrupción. Los puntos fuertes y débiles se revelan a menudo en la "memoria del monstruo" y a través de rumores.
El videojuego está pensado para tener muerte permanente. El juego sale después de guardar, limitando efectivamente los archivos de guardado a uno por personaje y el archivo de guardado se borra al cargar.

## Desarrollo
El desarrollo de Ancient Domains of Mystery comenzó el 12 de julio de 1994 y continuó de forma constante hasta el 20 de noviembre de 2002. El desarrollo principal del juego se detuvo con el lanzamiento de la versión 1.1.1. En 2006 aparecieron adaptaciones beta para Mac OS X de esta versión. Los planes para futuras versiones no se habían anunciado en ese momento, pero comenzó a desarrollarse un sucesor de próxima generación de Ancient Domains of Mystery, llamado Jade, y desde entonces se han lanzado betas. Posteriormente, el desarrollador cambió el nombre de Jade por el de Ancient Domains of Mystery II, dejando a Jade como nombre del motor del videojuego.
El 2 de julio de 2012 Thomas Biskup inició una campaña de crowdfunding para resucitar el desarrollo de Ancient Domains of Mystery. La campaña alcanzó su objetivo inicial de 48.000 dólares el 22 de agosto de 2012, 51 días después de comenzar, y terminó con 90.169 dólares. El 16 de mayo de 2014, Ancient Domains of Mystery entró en Steam Greenlight.
A partir de abril de 2017, está disponible una versión clásica en el sitio principal de forma gratuita, con dos variantes: la versión de solo texto con amplio soporte de plataformas y la versión gráfica (que también incluye el modo de solo texto) para Windows, MacOSX y Linux. Una versión de pago está disponible en Steam como Ancient Domains of Mystery Deluxe con características de juego mejoradas y personalización del juego como jugar sin hambre, sin corrupción, o incluso, sin muerte permanente. Si se termina el videojuego en este modo de "exploración" no queda anotado como terminado oficial.
Aunque la versión clásica de Ancient Domains of Mystery está disponible de forma gratuita, a diferencia de la mayoría de los roguelikes, su código fuente no está disponible. A pesar de haber anunciado que el código fuente se publicaría tras el lanzamiento de la versión 1.0, Biskup optó más tarde por reservárselo para mantener cierto misterio sobre el funcionamiento del juego y frenar la difusión de variantes no sancionadas. A pesar de esta postura, está abierto a licenciar el código fuente a desarrolladores capaces para formar una empresa comercial. Mientras tanto, los jugadores han deducido los mecanismos subyacentes a través de una cuidadosa experimentación e ingeniería inversa, inspeccionando el flujo de ejecución, la memoria y los binarios del juego.
Biskup le da créditos a la comunidad de seguidores de su videojuego la principal razón de la existencia de ambos juegos. Subrayó la importancia de escuchar sus ideas y dijo que recibió muy buenos comentarios a lo largo de los años de desarrollo. Aunque la mayoría de sus encuentros con los fanes son positivos, declaró que recibió amenazas de muerte cuando se negó a publicar el código fuente del juego y que, en una ocasión, unos entusiastas fanes acecharon su casa.

## Recepción

#### Puntajes y Publicaciones
- The Good Old Days. Puntaje: 4 de 6
- Abandonia. Puntaje: 3.0 de 5.0
- Gamefaqs. Puntaje 4.0 de 5.0[11]
- Metacritic (user Score). Puntaje: 7.7 de 10[12]

Ancient Domains of Mystery ha establecido una fuerte base de fanes que comenzó a reunirse desde 1997 en el grupo de Usenet rec.games.roguelike.adom, con 2.000 a 3.000 mensajes mensuales en años de desarrollo activo, aunque últimamente la actividad ha cesado.
Dado que Ancient Domains of Mystery ha sido un largo desarrollado donde se ha invertido mucho esfuerzo y que a lo largo de los años se publicaron regularmente nuevas versiones del juego, Ancient Domains of Mystery ha recibido muchas críticas a lo largo de muchas y variadas versiones. La recepción crítica en general es buena.
Los críticos suelen comparar Ancient Domains of Mystery con otros juegos roguelike como Rogue, Angband o Moria) y consideran que Ancient Domains of Mystery ofrece un argumento mucho más profundo, un entorno más variado, y en general, es más complejo. La mayoría señala que Ancient Domains of Mystery ofrece un valor muy alto de rejugabilidad y la aleatoriedad general de los eventos que ocurren en el juego. El diseño general del sistema de juego (y especialmente el sistema de desarrollo de personajes) suele ser alabado por su flexibilidad. Algunas reseñas señalan los bajos requisitos de hardware y la distribución gratuita como ventajas esenciales.
Algunos críticos afirman que la interfaz de usuario tiene una elevada curva de aprendizaje, mientras que otros señalan que es "su simplicidad es brillante", "muy práctica" y "fácil de navegar". Los controles del teclado implican el uso del teclado numérico, lo que hace que Ancient Domains of Mystery sea relativamente difícil de jugar en teclados sin keypad (por ejemplo, algunos teclados de portátiles o teclados "gamer"). En cuanto a la jugabilidad, la misma complejidad y aleatoriedad que se citaron como características positivas, a veces se dice que Ancient Domains of Mystery es muy difícil para los jugadores principiantes. La mayoría de los críticos coinciden en que Ancient Domains of Mystery puede ser muy difícil de jugar para los principiantes debido a la eliminación de los archivos de guardado, algo poco común en los juegos fuera del género roguelike. Ahora esto se ha corregido con la versión de pago de Steam donde tiene la versión de juego personalizado, ideal para principiantes.